# Preolímpico de Concacaf de 1992
El Preolímpico de Concacaf de 1992 fue el torneo clasificatorio de fútbol de América del Norte, América Central y el Caribe para los Juegos Olímpicos de Barcelona 1992.
Esta fue la primera edición que se utilizó a selecciones sub-23. Estados Unidos y México fueron las selecciones calificadas.

## Zona de Centroamérica
| 17 de marzo de 1991 | Guatemala                  | 2:2 (2:1) | Honduras                   | Estadio Mateo Flores, Ciudad de Guatemala                 |                                                           |
|                     | Jiménez 18' · Valencia 29' |           | Gallegos 36' · Bonilla 80' | Asistencia: 7 535 espectadores Árbitro(s): Raúl Domínguez | Asistencia: 7 535 espectadores Árbitro(s): Raúl Domínguez |

| 3 de abril de 1991 | Honduras          | 2:0 (1:0) | Guatemala | Estadio Nacional, Tegucigalpa |                            |
|                    | Velásquez 1', 70' |           |           | Árbitro(s): Robert Sawtell    | Árbitro(s): Robert Sawtell |

| 17 de marzo de 1991 | Belice | 0:2 (0:1) | El Salvador                 | MCC Grounds, Ciudad de Belice                                      |                                                                    |
|                     |        |           | Álvarez 20' · Díaz Arce 85' | Asistencia: 7 535 espectadores Árbitro(s): Antonio Márquez Ramírez | Asistencia: 7 535 espectadores Árbitro(s): Antonio Márquez Ramírez |

| 24 de marzo de 1991 | El Salvador                     | 3:0 (3:0) | Belice | Estadio Cuscatlán, San Salvador |                       |
|                     | Renderos 28' · Álvarez 30', 45' |           |        | Árbitro(s): Majid Jay           | Árbitro(s): Majid Jay |

|  | Panamá | - | Costa Rica |  |  |

## Zona del Caribe

### Primera fase
| 21 de octubre de 1990 | Haití | 1:1 | Cuba | Estadio Sylvio Cator, Puerto Príncipe |  |
|                       |       |     |      | Árbitro(s): Héctor Pérez Pérez        |  |

| 28 de octubre de 1990                           | Cuba                        | 2:2 (1:2) | Haití                               | Estadio Pedro Marrero, La Habana |                                  |
|                                                 | Dalcourt 11' · González 61' |           | Dieujuste 17' · Marcelin 21' (pen.) | Árbitro(s): Arturo Brizio Carter | Árbitro(s): Arturo Brizio Carter |
| Haití califica debido a los goles de visitante. |                             |           |                                     |                                  |                                  |

| 21 de octubre de 1990 | Antillas Neerlandesas | 0:1 (0:1) | Surinam        | Estadio Willemstad, Willemstad |                             |
|                       |                       |           | Tol 18' (pen.) | Árbitro(s): Ehrat Schaefner    | Árbitro(s): Ehrat Schaefner |

| 4 de noviembre de 1990 | Surinam | 0:0 | Antillas Neerlandesas | Estadio André Kamperveen, Paramaribo |  |
|                        |         |     |                       | Árbitro(s): Evaroy Babb              |  |

| 28 de octubre de 1990 | Puerto Rico | 0:3 (0:1) | Jamaica                                 | Estadio Sixto Escobar, San Juan |                         |
|                       |             |           | Richards 23' · Graham 64' · Maxwell 77' | Árbitro(s): Rex Osborne         | Árbitro(s): Rex Osborne |

| 12 de noviembre de 1991 | Jamaica                          | 2:0 (0:0) | Puerto Rico | Independence Park, Kingston                            |                                                        |
|                         | Graham 66' · Marshall 71' (pen.) |           |             | Asistencia: 600 espectadores Árbitro(s): Weldo Perelis | Asistencia: 600 espectadores Árbitro(s): Weldo Perelis |

| 29 de octubre de 1990 | Antigua y Barbuda | 0:0 | Barbados | Antigua Recreation Ground, Saint John |  |
|                       |                   |     |          | Árbitro(s): Boekmoudt                 |  |

| 11 de noviembre de 1990 | Barbados                                                   | 5:0 (1:0) | Antigua y Barbuda | Estadio Nacional, Bridgetown   |                                |
|                         | Harewood 36', 51' · Lavine 54' · Morris 72' · Sobers 90+1' |           |                   | Árbitro(s): Lennox Sirjuesingh | Árbitro(s): Lennox Sirjuesingh |

| 28 de octubre de 1990 | Aruba                         | 3:3 (0:2) | Santa Lucía                    | Willhelmina Stadium, Oranjestad |                     |
|                       | Ruiz 49' · Rasmijn 53' · Roza |           | Celestine , · Edmund ?' (pen.) | Árbitro(s): Zylstra             | Árbitro(s): Zylstra |

| 11 de noviembre de 1990 | Santa Lucía                                                                                    | 9:0 (4:0) | Aruba | Parque Mindoo Phillip, Castries                            |                                                            |
|                         | Charlery 11' · Jean 18', 46', 51' (pen.), 87' · Rismay 26' · Emmanuel 34', 89' · Celestine 53' |           |       | Asistencia: 3 033 espectadores Árbitro(s): Frederick Hoyte | Asistencia: 3 033 espectadores Árbitro(s): Frederick Hoyte |

### Segunda fase
| 17 de febrero de 1991 | Barbados | 0:0 | Surinam | Estadio Nacional de Barbados, Bridgetown |  |
|                       |          |     |         | Árbitro(s): Egbert Fitzroy Solomon       |  |

| 10 de marzo de 1991 | Surinam                  | 2:1 (1:1) | Barbados   | Estadio André Kamperveen, Paramaribo                                |                                                                     |
|                     | Watson 36' · Sampson 65' |           | Lavine 22' | Asistencia: 14 000 espectadores Árbitro(s): Harry Leocadio Davelaar | Asistencia: 14 000 espectadores Árbitro(s): Harry Leocadio Davelaar |

| 24 de febrero de 1991 | Trinidad y Tobago  | 1:0 (0:0) | Jamaica | Arima Municipal Stadium, Arima |                                |
|                       | Prosper 64' (pen.) |           |         | Árbitro(s): Héctor Pérez Pérez | Árbitro(s): Héctor Pérez Pérez |

| 3 de marzo de 1991                                  | Jamaica             | 1:0 (1:0) | Trinidad y Tobago | Independence Park, Kingston   |                               |
|                                                     | Marshall 22' (pen.) |           |                   | Árbitro(s): Arlington Success | Árbitro(s): Arlington Success |
| Debido al empate global, se hizo un tercer partido. |                     |           |                   |                               |                               |

| 24 de marzo de 1991 | Trinidad y Tobago | 1:1 (1:1, 1:1) (5:2 p.) | Jamaica             | Estadio Sixto Escobar, San Juan |                                |
|                     | St. Louis 45'     |                         | Marshall 37' (pen.) | Árbitro(s): Héctor Pérez Pérez  | Árbitro(s): Héctor Pérez Pérez |

| 10 de marzo de 1991 | Santa Lucía  | 1:1 (0:1) | Haití               | Parque Mindoo Phillip, Castries                        |                                                        |
|                     | Emmanuel 50' |           | Marcelin 40' (pen.) | Asistencia: 5 000 espectadores Árbitro(s): Evaroy Babb | Asistencia: 5 000 espectadores Árbitro(s): Evaroy Babb |

| 24 de marzo de 1991 | Haití | 2:1 | Santa Lucía | Estadio Sylvio Cator, Puerto Príncipe |  |
|                     |       |     |             | Árbitro(s): Rex Osborne               |  |

## Grupo A
| Equipo   | Pts. | PJ | PG | PE | PP | GF | GC | Dif |
| -------- | ---- | -- | -- | -- | -- | -- | -- | --- |
| Honduras | 7    | 4  | 3  | 1  | 0  | 6  | 1  | 5   |
| México   | 4    | 4  | 1  | 2  | 1  | 8  | 3  | 5   |
| Surinam  | 1    | 4  | 0  | 1  | 3  | 1  | 11 | -10 |

| 1 de septiembre de 1991 | Surinam | 1:1 (0:0) | México            | Estadio André Kamperveen, Paramaribo |                          |
|                         | Tol 89' |           | Pineda 49' (pen.) | Árbitro(s): Errol Forbes             | Árbitro(s): Errol Forbes |

| 5 de septiembre de 1991 | Honduras     | 1:1 (1:1) | México     | Estadio Francisco Morazán, San Pedro Sula                 |                                                           |
|                         | Velásquez 5' |           | Pineda 45' | Asistencia: 18 000 espectadores Árbitro(s): Vincent Mauro | Asistencia: 18 000 espectadores Árbitro(s): Vincent Mauro |

| 11 de septiembre de 1991 | México | 0:1 (0:0) | Honduras     | Estadio Toluca 70-86, Toluca de Lerdo |                                 |
|                          |        |           | Gallegos 53' | Árbitro(s): Antonio Evangelista       | Árbitro(s): Antonio Evangelista |

| 18 de septiembre de 1991 | México                                                               | 6:0 (4:0) | Surinam | Estadio Azulgrana, Ciudad de México |                                   |
|                          | Ramírez 6' · Pineda 12', 34' (pen.), 80' · Mariscal 29' · Romero 71' |           |         | Árbitro(s): Amado Rodríguez Pérez   | Árbitro(s): Amado Rodríguez Pérez |

| 24 de septiembre de 1991 | Honduras                | 2:0 (0:0) | Surinam | Estadio Nacional, Tegucigalpa                                |                                                              |
|                          | Peri 49' · Gallegos 56' |           |         | Asistencia: 20 000 espectadores Árbitro(s): Rónald Gutiérrez | Asistencia: 20 000 espectadores Árbitro(s): Rónald Gutiérrez |

| 6 de octubre de 1991 | Surinam | 0:2 | Honduras | Estadio André Kamperveen, Paramaribo |  |
|                      |         |     |          | Árbitro(s): Ranes                    |  |

## Grupo B
| Equipo            | Pts. | PJ | PG | PE | PP | GF | GC | Dif |
| ----------------- | ---- | -- | -- | -- | -- | -- | -- | --- |
| Canadá            | 6    | 4  | 3  | 0  | 1  | 11 | 4  | 7   |
| El Salvador       | 4    | 4  | 2  | 0  | 2  | 5  | 7  | -2  |
| Trinidad y Tobago | 2    | 4  | 1  | 0  | 3  | 3  | 8  | -5  |

| 5 de mayo de 1991 | Canadá                                    | 3:0 (2:0) | Trinidad y Tobago | Swangard Stadium, Burnaby                                       |                                                                 |
|                   | Munson 36' · Macey 41' · Peschisolido 88' |           |                   | Asistencia: 3 167 espectadores Árbitro(s): Arturo Brizio Carter | Asistencia: 3 167 espectadores Árbitro(s): Arturo Brizio Carter |

| 12 de mayo de 1991 | El Salvador                               | 3:1 (0:0) | Canadá            | Estadio Cuscatlán, San Salvador                           |                                                           |
|                    | Díaz Arce 67' · Rivera 76' · Renderos 85' |           | Mosher 63' (pen.) | Asistencia: 18 000 espectadores Árbitro(s): Freddy Burgos | Asistencia: 18 000 espectadores Árbitro(s): Freddy Burgos |

| 19 de mayo de 1991 | Trinidad y Tobago | 1:3 (0:3) | Canadá              | Independence Park, Kingston                            |                                                        |
|                    | Yorke 60'         |           | Munson 2', 23' (28) | Asistencia: 6 000 espectadores Árbitro(s): Rex Osborne | Asistencia: 6 000 espectadores Árbitro(s): Rex Osborne |

| 14 de julio de 1991                                                                                    | El Salvador | 2:0 | Trinidad y Tobago |  |  |
| Trinidad y Tobago no se presentó al partido, por lo que se le asignó la victoria de 2-0 a El Salvador. |             |     |                   |  |  |

| 28 de julio de 1991 | Trinidad y Tobago        | 2:0 (1:0) | El Salvador | Estadio Nacional, Puerto España                               |                                                               |
|                     | Williams 36' · James 80' |           |             | Asistencia: 5 000 espectadores Árbitro(s): José Antonio Garza | Asistencia: 5 000 espectadores Árbitro(s): José Antonio Garza |

| 31 de agosto de 1991 | Canadá                                           | 4:0 (3:0) | El Salvador | Swangard Stadium, Burnaby                                 |                                                           |
|                      | Fenwick 9' · Valle 26' (a.g.) · Needham 28', 53' |           |             | Asistencia: 3 829 espectadores Árbitro(s): Angelo Bratsis | Asistencia: 3 829 espectadores Árbitro(s): Angelo Bratsis |

## Grupo C
| Equipo         | Pts. | PJ | PG | PE | PP | GF | GC | Dif |
| -------------- | ---- | -- | -- | -- | -- | -- | -- | --- |
| Estados Unidos | 7    | 4  | 3  | 1  | 0  | 18 | 2  | 16  |
| Panamá         | 2    | 3  | 0  | 2  | 1  | 3  | 10 | -7  |
| Haití          | 1    | 3  | 0  | 1  | 2  | 2  | 12 | -10 |

| 23 de junio de 1991 | Estados Unidos                                                                 | 8:0 (5:0) | Haití | Sand Creek Stadium, Colorado Springs                      |                                                           |
|                     | Onalfo 12', 36' · Lalas 23', 53' · Washington 29', 61' · Reyna 43' · Lagos 73' |           |       | Asistencia: 2 098 espectadores Árbitro(s): Gonzalo Tejada | Asistencia: 2 098 espectadores Árbitro(s): Gonzalo Tejada |

| 14 de julio de 1991 | Panamá     | 1:1 (1:1) | Estados Unidos | Estadio Revolución, Ciudad de Panamá                       |                                                            |
|                     | Mójica 19' |           | Washington 7'  | Asistencia: 7 000 espectadores Árbitro(s): Burgos Martínez | Asistencia: 7 000 espectadores Árbitro(s): Burgos Martínez |

| 20 de julio de 1991 | Estados Unidos                                               | 7:1 | Panamá | High School Stadium, Dublin                                   |                                                               |
|                     | Snow · Washington ?', ?' · Onalfo ?', ?' · Henderson · Brose |     | Castro | Asistencia: 10 256 espectadores Árbitro(s): José Gómez Santos | Asistencia: 10 256 espectadores Árbitro(s): José Gómez Santos |

| 25 de agosto de 1991 | Haití | 0:2 (0:0) | Estados Unidos             | Estadio Sylvio Cator, Puerto Príncipe                   |                                                         |
|                      |       |           | Washington 69' · Moore 84' | Asistencia: 30 000 espectadores Árbitro(s): J. Melville | Asistencia: 30 000 espectadores Árbitro(s): J. Melville |

| 21 de septiembre de 1991 | Panamá                        | 2:2 (0:2) | Haití                              | Estadio Revolución, Ciudad de Panamá |                             |
|                          | Díaz 52' (pen.) · Cáceres 83' |           | Telushma 24' · Marcelin 27' (pen.) | Árbitro(s): Rodrigo Badilla          | Árbitro(s): Rodrigo Badilla |

| 1 de octubre de 1991 | Haití | - | Panamá |  |  |

## Ronda final
| Equipo         | Pts. | PJ | PG | PE | PP | GF | GC | Dif |
| -------------- | ---- | -- | -- | -- | -- | -- | -- | --- |
| Estados Unidos | 10   | 6  | 5  | 0  | 1  | 17 | 10 | 7   |
| México         | 7    | 6  | 3  | 1  | 2  | 14 | 9  | 5   |
| Canadá         | 4    | 6  | 1  | 2  | 3  | 7  | 12 | -5  |
| Honduras       | 3    | 6  | 1  | 1  | 4  | 11 | 18 | -7  |

| 25 de marzo de 1992 | México            | 1:2 (0:0) | Estados Unidos             | Estadio Azulgrana, Ciudad de México                          |                                                              |
|                     | Pineda 54' (pen.) |           | Henderson 60' · Lapper 74' | Asistencia: 47 000 espectadores Árbitro(s): Rafael Rodríguez | Asistencia: 47 000 espectadores Árbitro(s): Rafael Rodríguez |

| 5 de abril de 1992 | Canadá     | 1:1 (0:0) | México      | Swangard Stadium, Burnaby                                    |                                                              |
|                    | Munson 65' |           | Morales 51' | Asistencia: 3 618 espectadores Árbitro(s): Arlington Success | Asistencia: 3 618 espectadores Árbitro(s): Arlington Success |

| 5 de abril de 1992 | Estados Unidos                   | 4:3 (2:2) | Honduras                      | St. Louis Soccer Park, Fenton                           |                                                         |
|                    | Snow 22', 29', 89' · Allnutt 65' |           | Aguirre 11', 18' · Ortega 82' | Asistencia: 5 612 espectadores Árbitro(s): Errol Forbes | Asistencia: 5 612 espectadores Árbitro(s): Errol Forbes |

| 12 de abril de 1992 | Canadá                    | 2:2 (1:1) | Honduras                 | Swangard Stadium, Burnaby                                   |                                                             |
|                     | Corazzin 33' · Munson 65' |           | Obando 43' · Aguirre 69' | Asistencia: 3 000 espectadores Árbitro(s): Ronald Gutiérrez | Asistencia: 3 000 espectadores Árbitro(s): Ronald Gutiérrez |

| 19 de abril de 1992 | Honduras                     | 3:4 (2:1) | Estados Unidos                                    | Estadio Francisco Morazán, San Pedro Sula                     |                                                               |
|                     | Ortega 4' · Aguirre 39', 52' |           | Reyna 41' · Lalas 66' · Snow 73' · Washington 87' | Asistencia: 25 000 espectadores Árbitro(s): Víctor Chinchilla | Asistencia: 25 000 espectadores Árbitro(s): Víctor Chinchilla |

| 21 de abril de 1992 | México                                       | 4:1 (2:1) | Canadá      | Estadio Azulgrana, Ciudad de México                          |                                                              |
|                     | Morales 17' · Arteaga 39' · Rotllán 77', 88' |           | Needham 43' | Asistencia: 20 000 espectadores Árbitro(s): Franklin Morales | Asistencia: 20 000 espectadores Árbitro(s): Franklin Morales |

| 26 de abril de 1992 | Honduras     | 1:0 (1:0) | Canadá | Estadio Francisco Morazán, San Pedro Sula                     |                                                               |
|                     | Velásquez 4' |           |        | Asistencia: 10 000 espectadores Árbitro(s): José Carlos Ortiz | Asistencia: 10 000 espectadores Árbitro(s): José Carlos Ortiz |

| 26 de abril de 1992 | Estados Unidos                | 3:0 (2:0) | México | Murray H. Goodman Stadium, Bethlehem                           |                                                                |
|                     | Snow 32', 81' · Henderson 36' |           |        | Asistencia: 17 000 espectadores Árbitro(s): Juan Pablo Escobar | Asistencia: 17 000 espectadores Árbitro(s): Juan Pablo Escobar |

| 6 de mayo de 1992 | Honduras      | 1:3 (0:1) | México                                          | Estadio Nacional, Tegucigalpa                              |                                                            |
|                   | Velásquez 63' |           | Mascareño 19' · Rotllán 55' · Pineda 57' (pen.) | Asistencia: 40 000 espectadores Árbitro(s): Carlos Arrieta | Asistencia: 40 000 espectadores Árbitro(s): Carlos Arrieta |

| 10 de mayo de 1992 | Estados Unidos            | 3:1 (0:0) | Canadá       | Bill Armstrong Stadium, Bloomington                    |                                                        |
|                    | Snow 53', 66' · Reyna 71' |           | Corazzin 61' | Asistencia: 6 582 espectadores Árbitro(s): Rex Osborne | Asistencia: 6 582 espectadores Árbitro(s): Rex Osborne |

| 17 de mayo de 1992 | Canadá                | 2:1 (0:0) | Estados Unidos | Canada Games Stadium, Saint John                       |                                                        |
|                    | Peschisolido 67', 80' |           | Allnutt 82'    | Asistencia: 2 500 espectadores Árbitro(s): Pérez Gómez | Asistencia: 2 500 espectadores Árbitro(s): Pérez Gómez |

| 17 de mayo de 1992 | México                                        | 5:1 (1:1) | Honduras          | Estadio Azulgrana, Ciudad de México                         |                                                             |
|                    | Rotllán 32', 54', 75' · Soto 79' · Pineda 88' |           | Obando 23' (pen.) | Asistencia: 25 000 espectadores Árbitro(s): Amado Rodríguez | Asistencia: 25 000 espectadores Árbitro(s): Amado Rodríguez |

|                                    |
| Bandera de Estados Unidos          |
| Campeón Estados Unidos 1.er título |

## Calificados
| Bandera de Estados Unidos | Bandera de México |
| Estados Unidos            | México            |
| Campeón 1.er título       | Segundo puesto    |

## Estadísticas
| Pos. | Selección             | Pts. | PJ | PG | PE | PP | GF | GC | Dif | Rend. |
| ---- | --------------------- | ---- | -- | -- | -- | -- | -- | -- | --- | ----- |
| 1    | Estados Unidos        | 17   | 10 | 8  | 1  | 1  | 35 | 12 | 23  | 100%  |
| 2    | Honduras              | 13   | 12 | 5  | 3  | 4  | 21 | 21 | 0   | 60%   |
| 3    | México                | 11   | 10 | 4  | 3  | 3  | 22 | 12 | 10  | 75%   |
| 4    | Canadá                | 10   | 10 | 4  | 2  | 4  | 18 | 16 | 2   | 50%   |
| 5    | El Salvador           | 8    | 6  | 4  | 0  | 2  | 10 | 7  | 3   | 50%   |
| 6    | Surinam               | 7    | 8  | 2  | 3  | 3  | 4  | 12 | -8  | 37.5% |
| 7    | Jamaica               | 6    | 5  | 3  | 0  | 2  | 7  | 3  | 4   | 25%   |
| 8    | Trinidad y Tobago     | 6    | 7  | 3  | 0  | 4  | 6  | 10 | -4  | 33.3% |
| 9    | Haití                 | 6    | 8  | 1  | 4  | 3  | 7  | 16 | -9  | 50%   |
| 10   | Santa Lucía           | 4    | 4  | 1  | 2  | 1  | 14 | 6  | 8   | 0%    |
| 12   | Barbados              | 4    | 4  | 1  | 2  | 1  | 6  | 2  | 4   | 25%   |
| 13   | Cuba                  | 2    | 2  | 0  | 2  | 0  | 3  | 3  | 0   | 50%   |
| 14   | Panamá                | 2    | 3  | 0  | 2  | 1  | 3  | 10 | -7  | 50%   |
| 15   | Antillas Neerlandesas | 1    | 2  | 0  | 1  | 1  | 0  | 1  | -1  | 50%   |
| 16   | Guatemala             | 1    | 2  | 0  | 1  | 1  | 2  | 4  | -2  | 25%   |
| 17   | Antigua y Barbuda     | 1    | 2  | 0  | 1  | 1  | 0  | 5  | -5  | 25%   |
| 18   | Aruba                 | 1    | 2  | 0  | 1  | 1  | 3  | 12 | -9  | 25%   |
| 19   | Puerto Rico           | 0    | 2  | 0  | 0  | 2  | 0  | 5  | -5  | 25%   |
| 20   | Belice                | 0    | 2  | 0  | 0  | 2  | 0  | 5  | -5  | 25%   |